# Virgem de Copacabana
A Virgem de Copacabana, também chamada Nossa Senhora de Copacabana ou Virgem Abençoada da Candelária, é a padroeira da Bolívia. Ela é venerada na Bolívia durante seu dia de festa em 2 de fevereiro, o dia da Purificação de Maria, ou festa da Virgem da Candelária. Ela também é venerada em 5 de agosto com sua própria liturgia e celebração popular.
O Papa Pio XI concedeu à imagem um decreto de coroação canônica em 29 de julho de 1925 e foi coroada em 1º de agosto do mesmo ano.

## História
Copacabana é uma cidade boliviana localizada em uma península na costa sudeste do Lago Titicaca. Está próxima à Isla del Sol e à Isla de la Luna, ilhas sagradas para os Aymara e Quechua. No meio do século XVI, os habitantes de Copacabana foram divididos em dois grupos: Anansayas (novos incas) e Urinsayas (os residentes tradicionais da região). Apesar da conversão ao cristianismo, eles continuaram a ter uma ligação com sua religião original.
As más colheitas levam-nos a considerar atrair o favor do céu através de uma nova confraria. Os Anansayas resolveram venerar a Virgem Maria, enquanto os Urinsayas escolheram São Sebastião.